# Kusayla
Kusayla (död 688), berbisk ledare för en kristen koalition[källa behövs] med huvudsäte i Tlemcen i dagens nordvästra Algeriet. Kusayla konverterade till islam.
Den arabiska erövringen av Nordafrika leddes av araben Uqba ibn Nafi som genomförde omfattande massakrer på alla som inte konverterade.[källa behövs] De växande revolter som blev resultatet gjorde att man i Kairo 674 beslutade att byta ut Uqba mot den mer moderate, icke-arabiske muslimen Abu al Mujir. Abus mildare politik ledde till att många berber konverterade till islam, bland dem Kusayla.
682 lyckades dock Uqba återta kontrollen och återuppta expansionen västerut. Under hans ledning satte armén städer på lågländerna i brand[källa behövs] samtidigt som den undvek berbiska krigare i bergstrakterna. När han tillfångatog Kusayla släpade han honom fastkedjad bakom sin häst[källa behövs]. Kusayla lyckades dock fly och avsvor sig den muslimska tron.[källa behövs]
683 attackede Kusaylas trupper Uqbas armé utanför Kairouan och dödade Uqba vid Tehuda. Araber blev tvungna att dra sig tillbaka till Tripolitanien (västra Libyen). 
En ny invasionsarmé 688 under Uqbas forne vän Zubayr Ibn Qays innebar Kusyalas död. Den arabiska armén lyckades inta Kairouan men förlorade den igen till berberna. 
Efter att ha slagit ned ett kharijitiskt uppror skickade det umayyadiska kalifatet en ny invasionsarmé 695 under Hassan ibn Numan och denna gång intog de med lätthet Kairouan och resten av dagens Tunisien.